# Список виробників спортивних автомобілів
Це список виробників спеціалізованих або маркіз сучасних і класичних спортивних автомобілів. Він включає в себе тільки компанії, які займаються виключно виробництвом спортивних автомобілів.
Спортивний автомобіль — це автомобіль, що сконструйований задля ефективного водіння; однак точне визначення предметом обговорення. Більшість автовиробників випустили, або в даний час випускають на ринок деякі види спортивних автомобілів. Цей список не призначений для перерахунку кожного виробника, що також робить інші типи транспортних засобів або має інші бізнес-одиниці.

## Європа

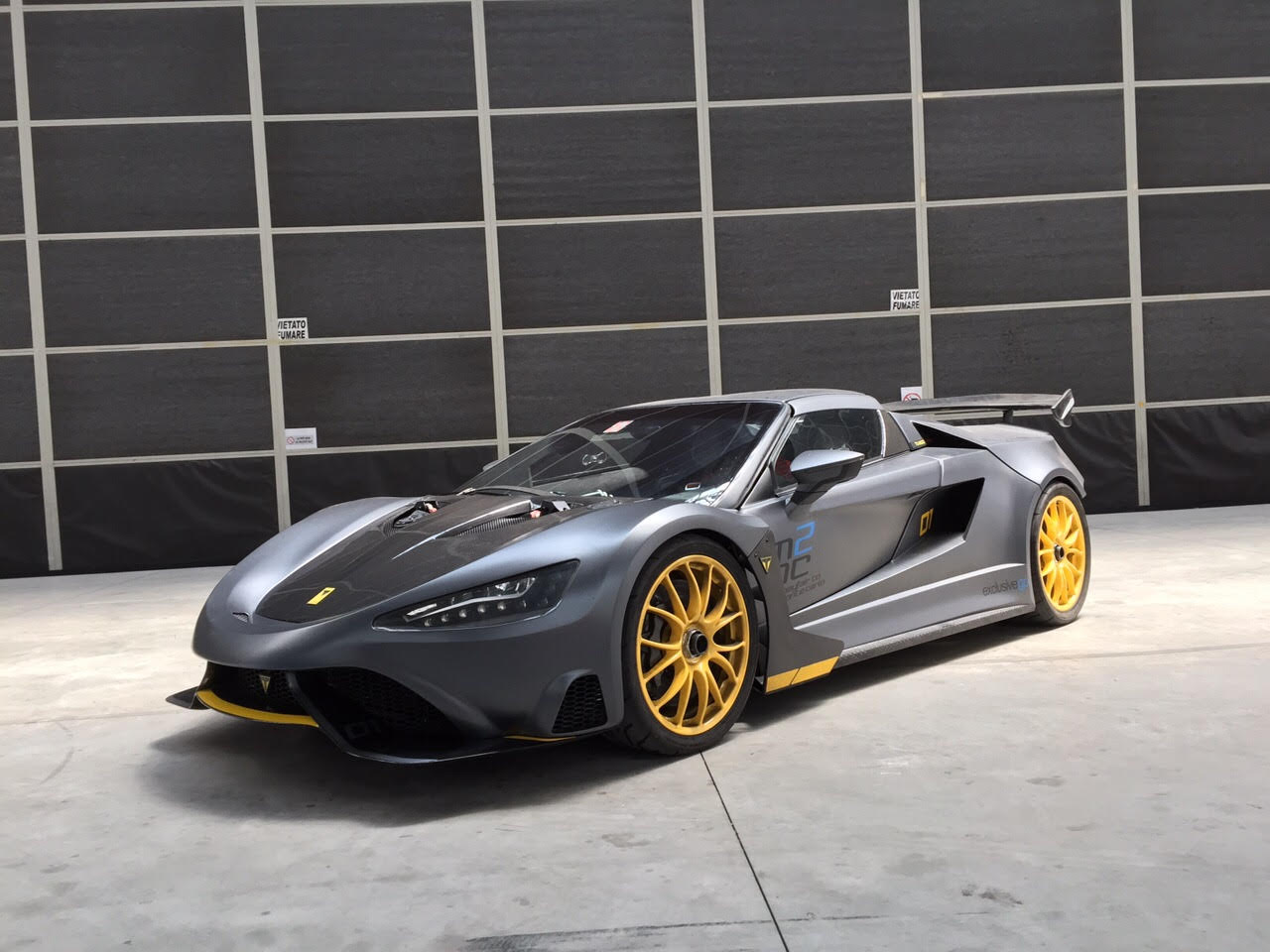
Tushek TS600 (Австрія)

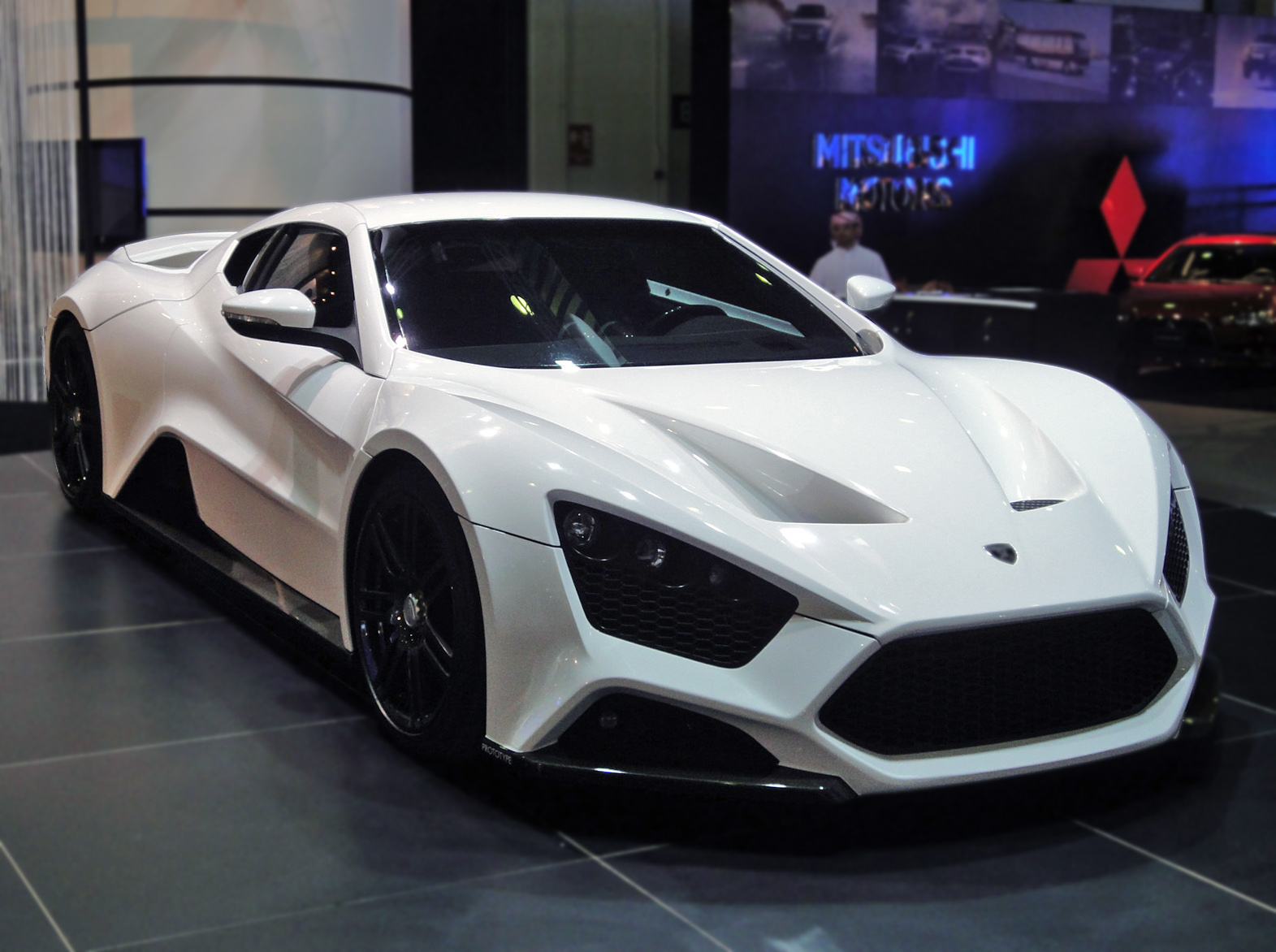
Zenvo ST1 (Данія)

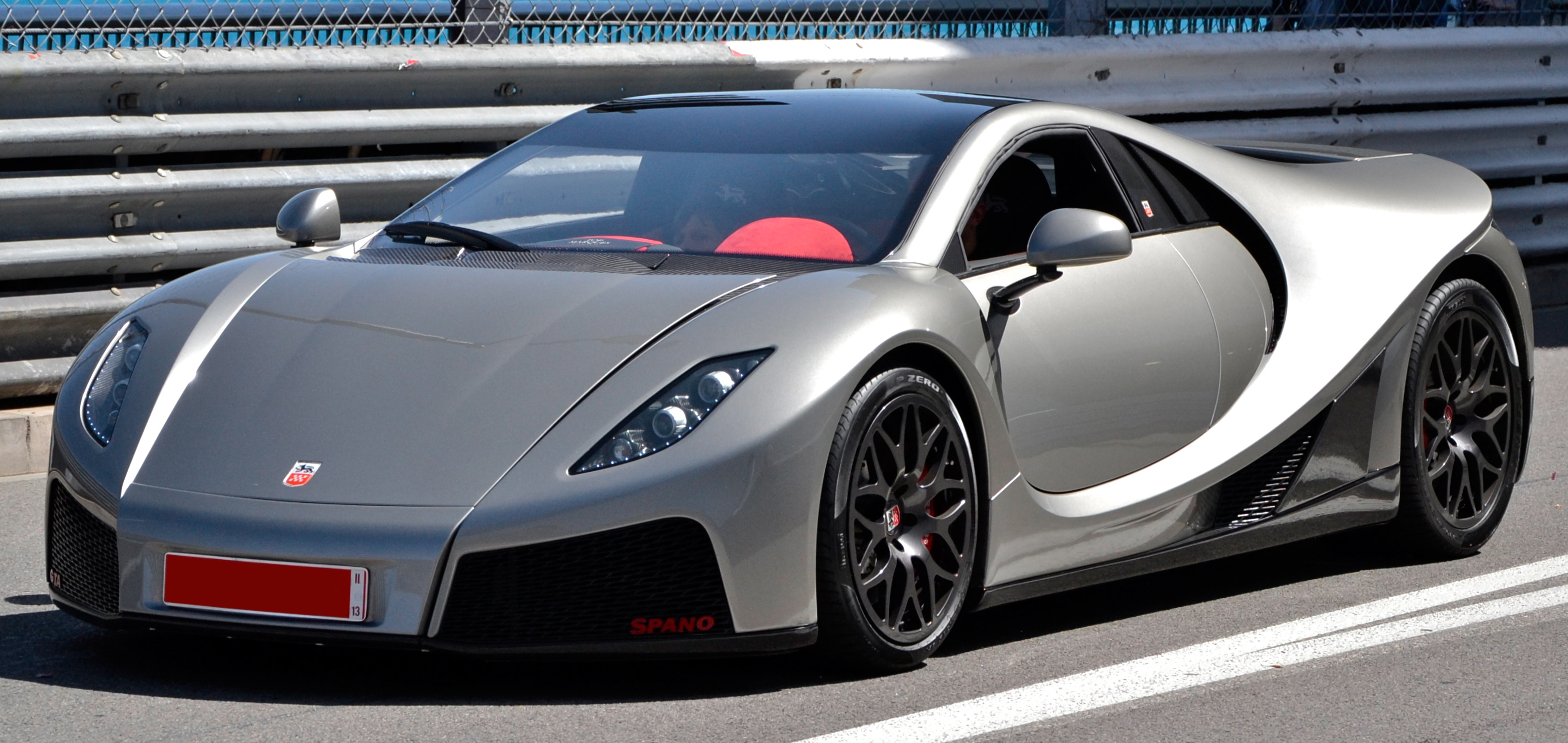
GTA Spano (Іспанія)

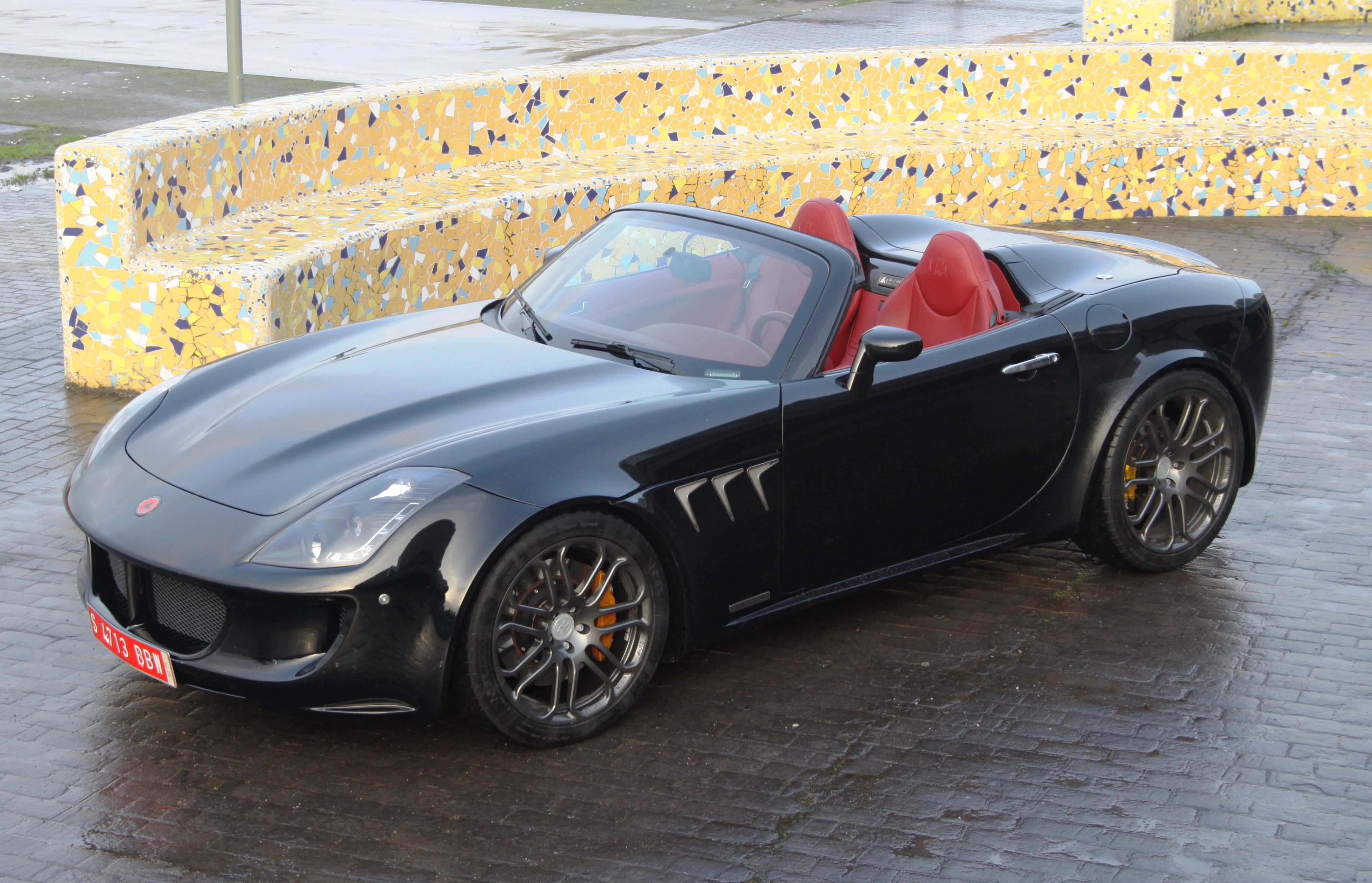
Tauro Sport Auto V8 Spider (Іспанія)

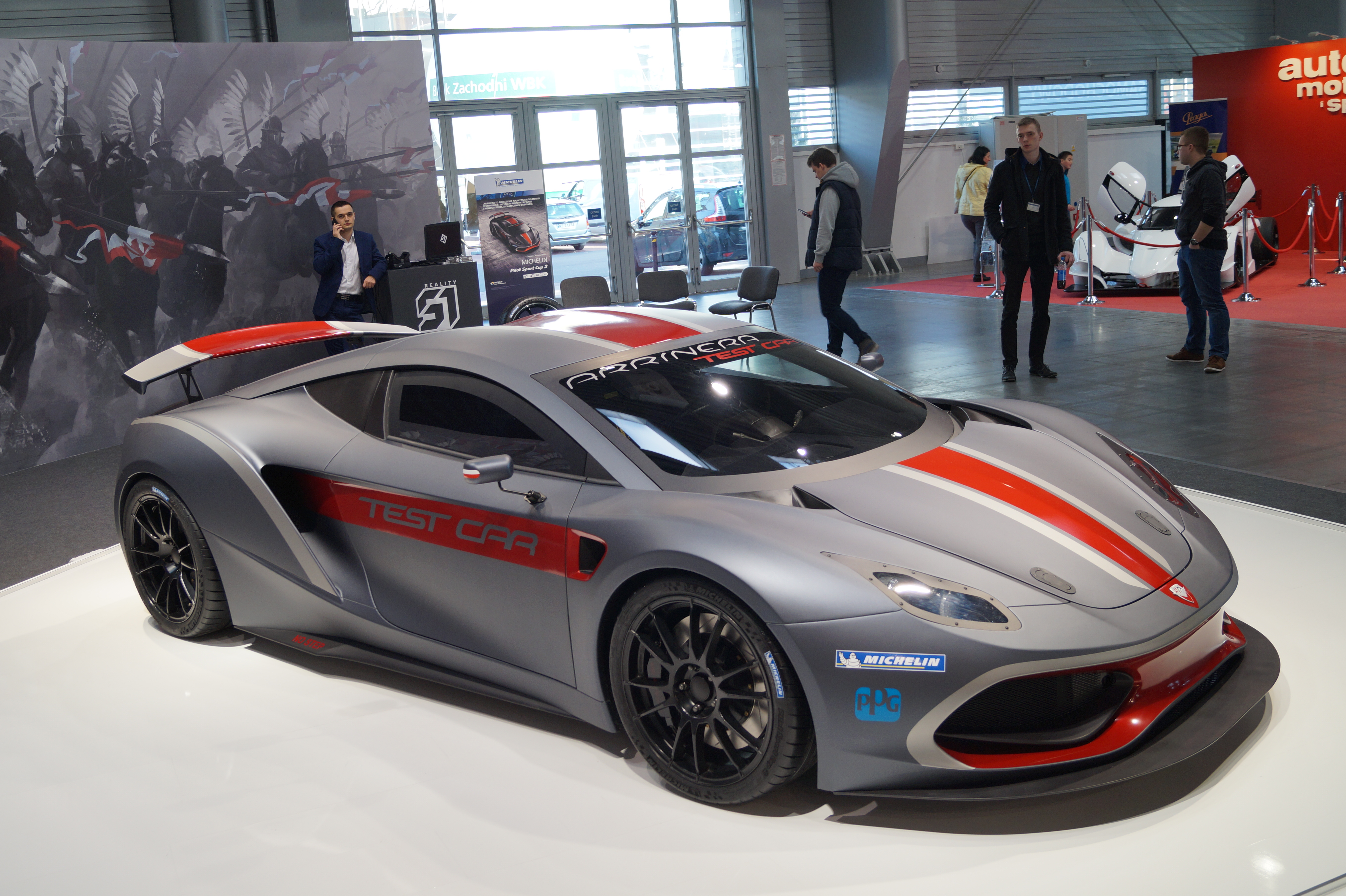
Arrinera Hussarya (Польща)

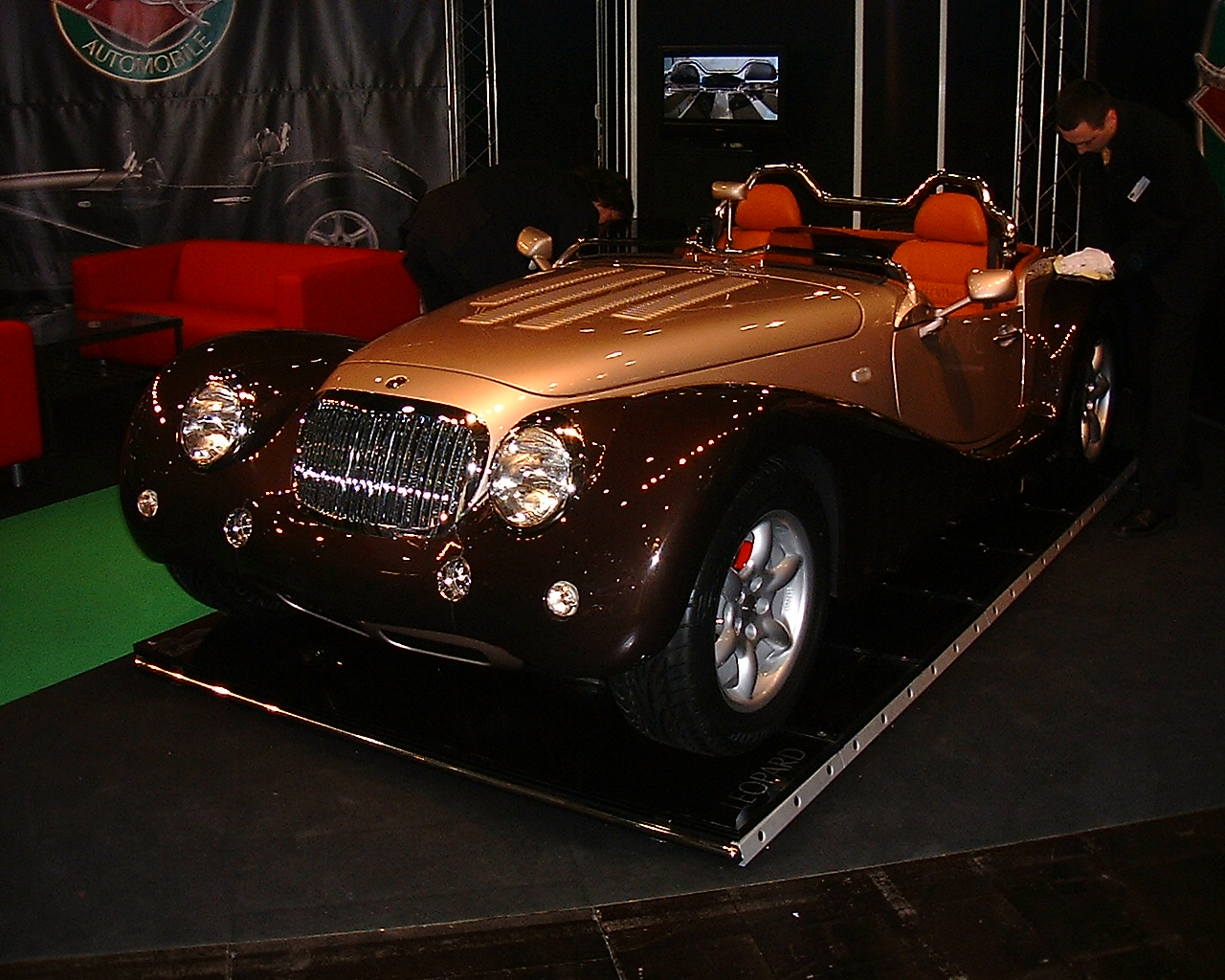
Leopard 6 Litre Roadster (Польща)

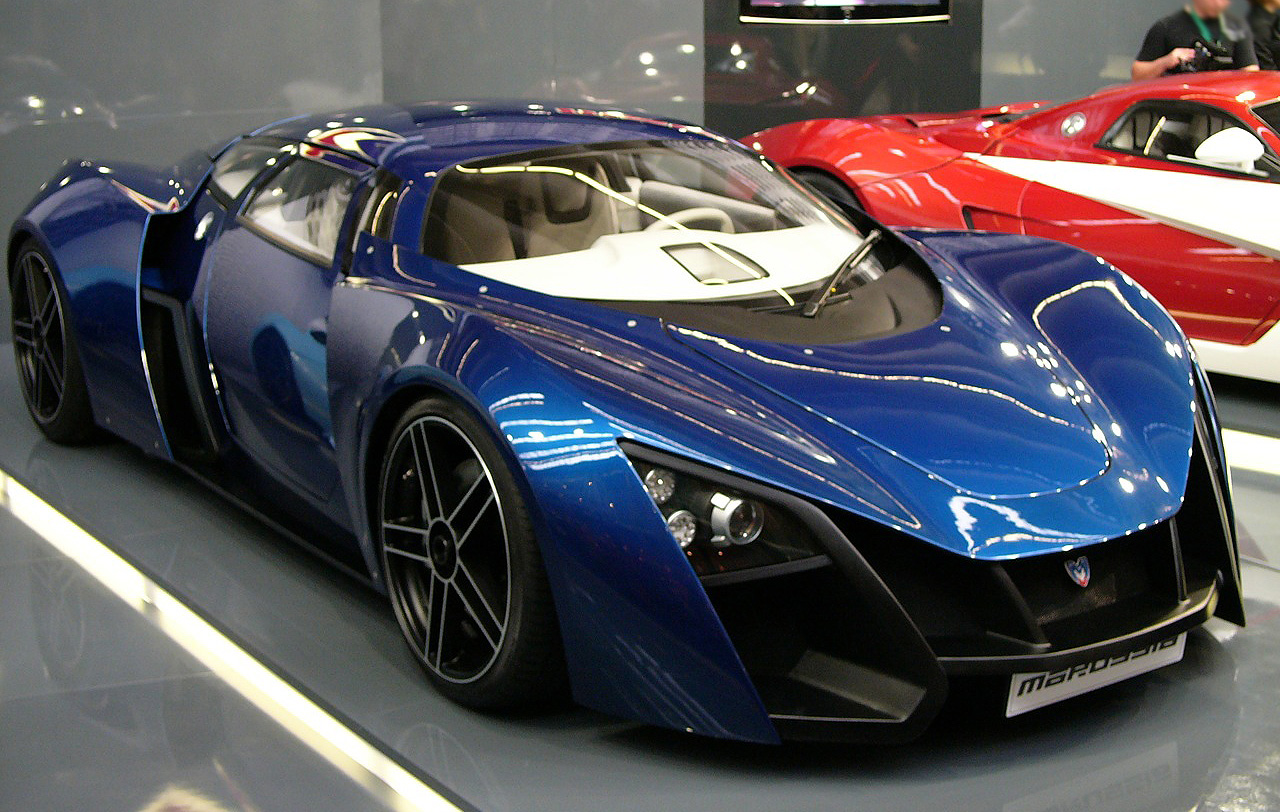
Marussia B2 (Росія)

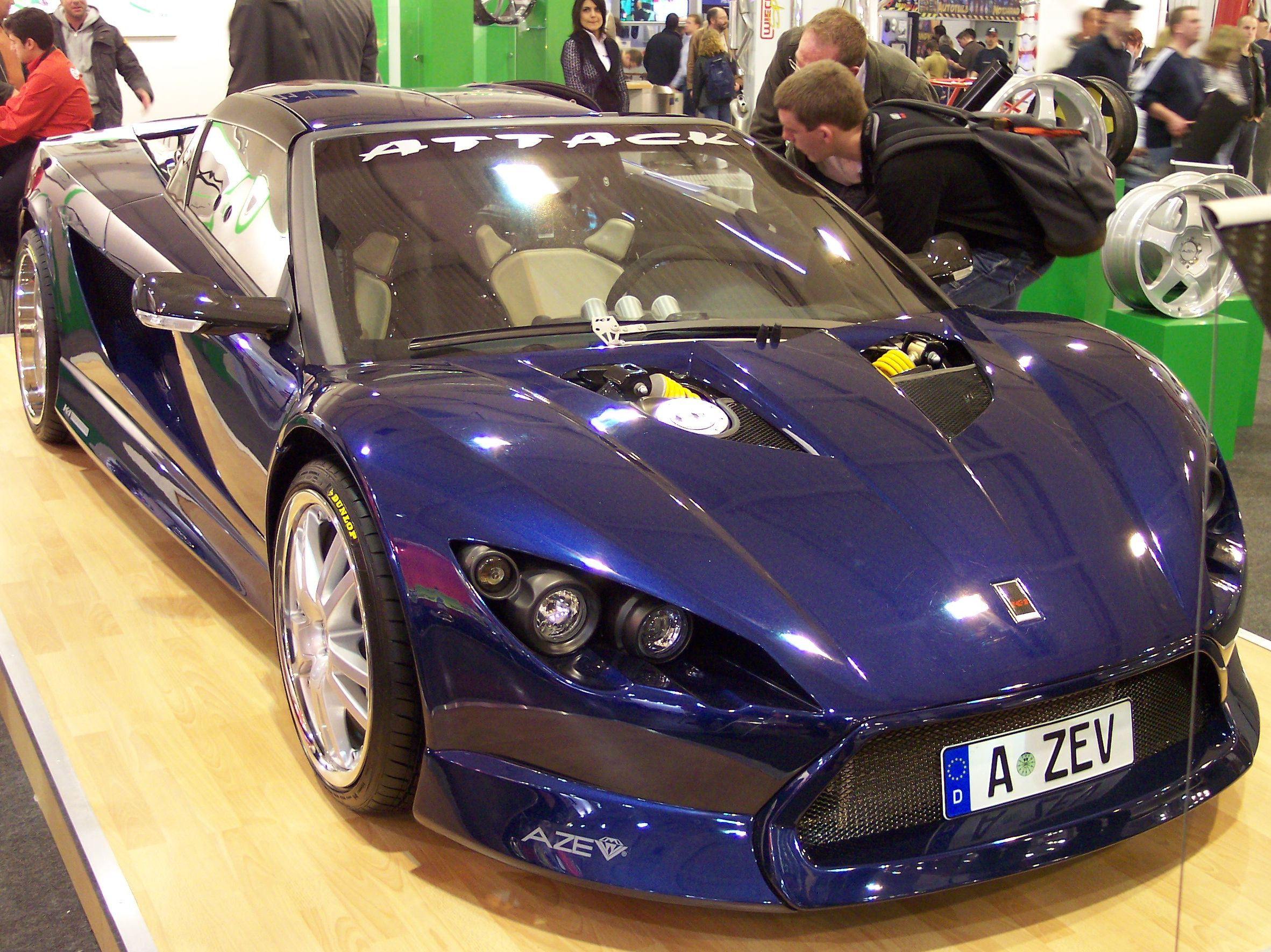
K-1 Attack Roadster (Словаччина)

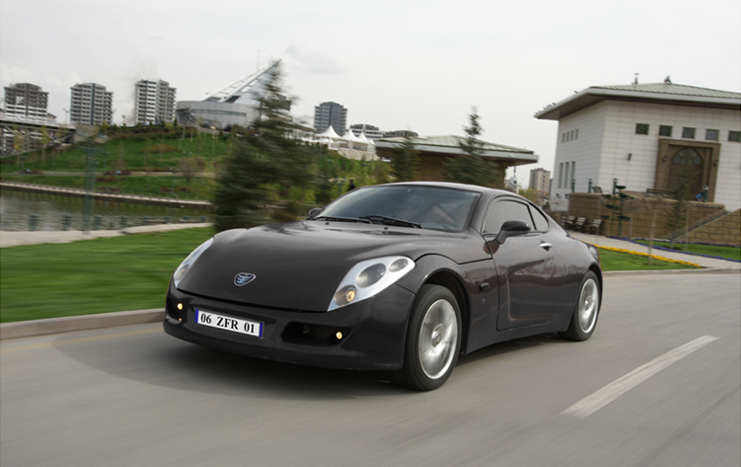
Etox Zafer (Туреччина)

Rimac Concept One (Хорватія)

### Австрія
- Tushek&Spigel Supercars

### Бельгія
- Edran
- Gillet

### Велика Британія
- Adrenaline Motorsport
- Ariel Motor Company
- Ascari
- Caparo
- Caterham
- Clan (Неіснуючий)
- Darrian/Davrian Cars
- Delfino
- Ginetta
- GKD Sports Cars
- Lightning Car Company
- Lister Cars
- Lola Cars (Неіснуючий)
- Marcos (Неіснуючий)
- Melling Wildcat
- Morgan
- Noble
- Quantum Sports Cars
- Radical Sportscars
- Rochdale (Неіснуючий)
- Sebring (sports car)
- TVR
- Ultima Sports
- Westfield Sportscars
- Zenos Cars

### Данія
- Zenvo

### Іспанія
- GTA Spano
- Hurtan
- Tauro Sport Auto
- Tramontana

### Італія
- Cizeta
- Mazzanti Automobili
- Pagani
- Qvale

### Ірландія
- TMC

### Ліхтенштейн
- Orca Engineering

### Нідерланди
- Burton
- Donkervoort

### Німеччина
- Artega (Неіснуючий)
- Lotec
- RUF
- Wiesmann
- Yes!

### Норвегія
- FYK

### Польща
- Arrinera
- Leopard

### Росія
- Marussia Motors

### Словаччина
- K-1 Engineering (Неіснуючий)

### Туреччина
- Etox

### Франція
- Alpine
- Danvignes (Неіснуючий) 1937-1939
- Hommell
- PGO

### Хорватія
- Rimac Automobili

### Чехія
- Kaipan

### Швейцарія
- Isdera (Неіснуючий)
- Leblanc

### Швеція
- Jösse Car (Неіснуючий)

## Америка

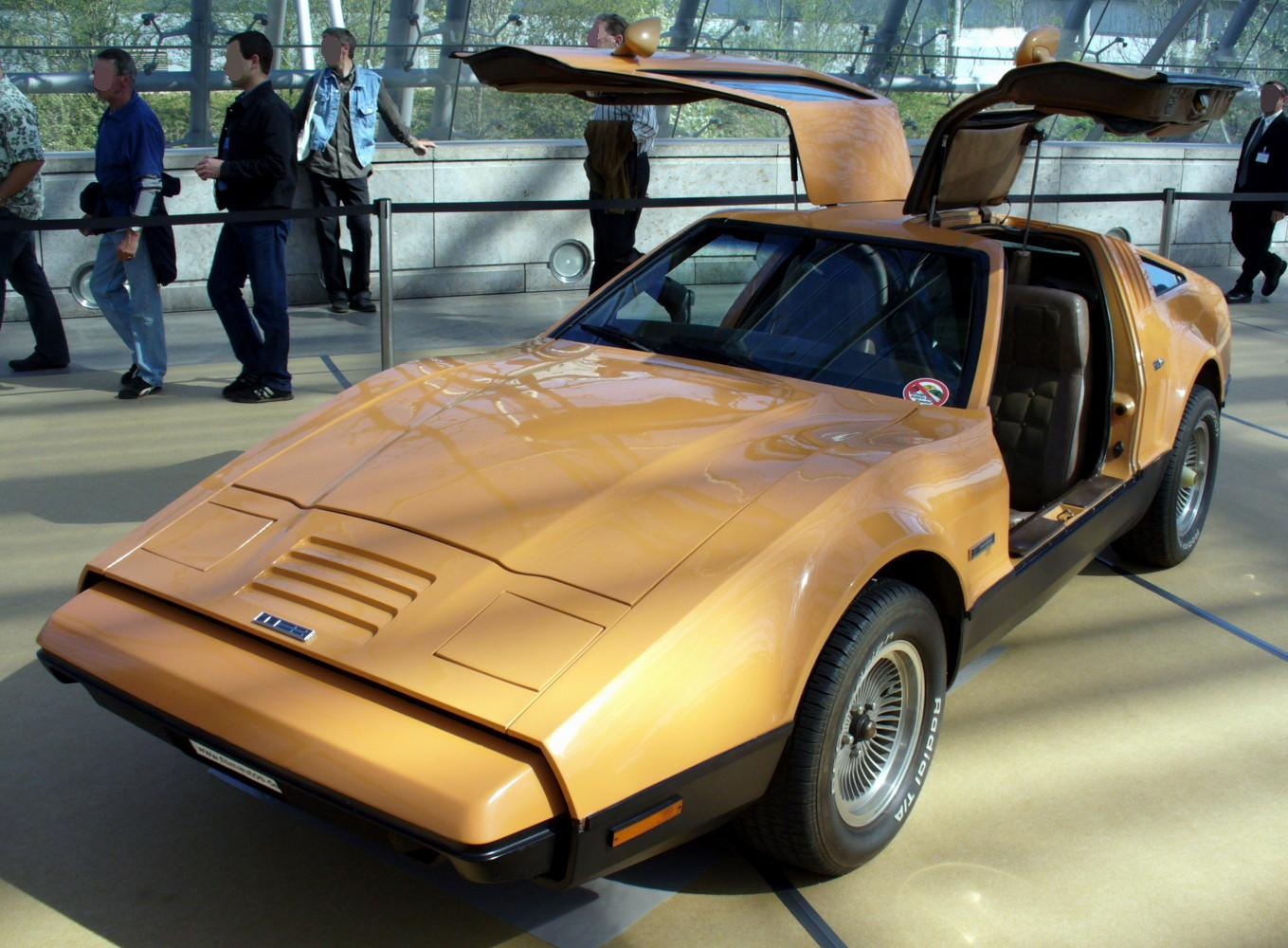
Bricklin SV-1 (Канада)

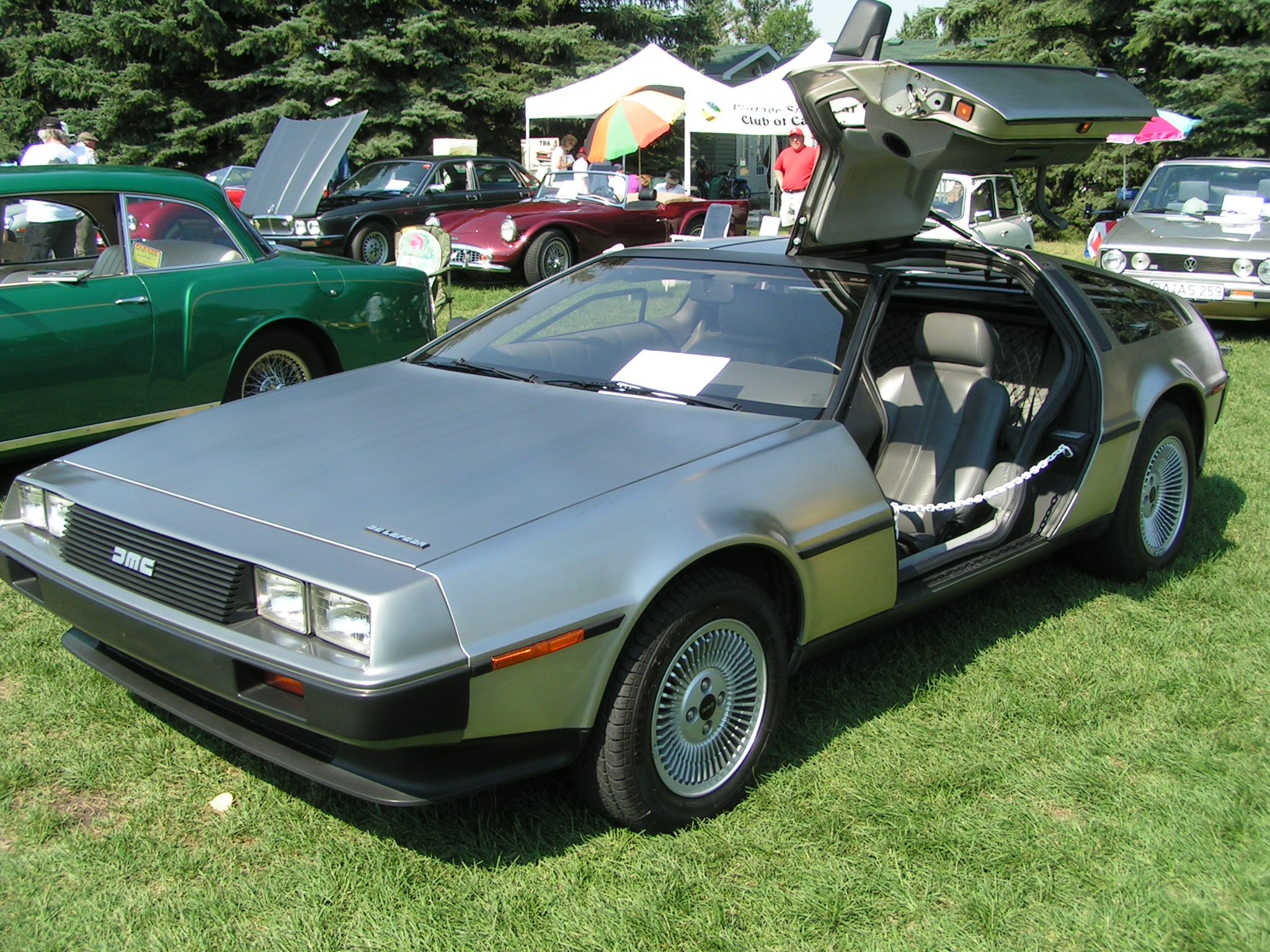
DeLorean DMC-12 (США)

### Бразилія
- Chamonix
- Lobini

### Канада
- Bricklin (Неіснуючий)
- HTT

### Мексика
- Mastretta

### США
- Bocar (Неіснуючий)
- Cunningham (Неіснуючий)
- Chaparral Cars (Неіснуючий)
- DeLorean Motor Company (Неіснуючий)
- Devon Motorworks (Неіснуючий)
- Mosler Automotive (Неіснуючий)
- Panoz
- Rossion
- SSC North America
- Superformance
- SSZ Motorcars  (Неіснуючий)
- Vector Motors

## Африка

### Марокко
- Laraki

### ПАР
- Birkin Cars
- Glass Sport Motors (Неіснуючий)
- G.R.P. Engineering (Неіснуючий)

## Австралія

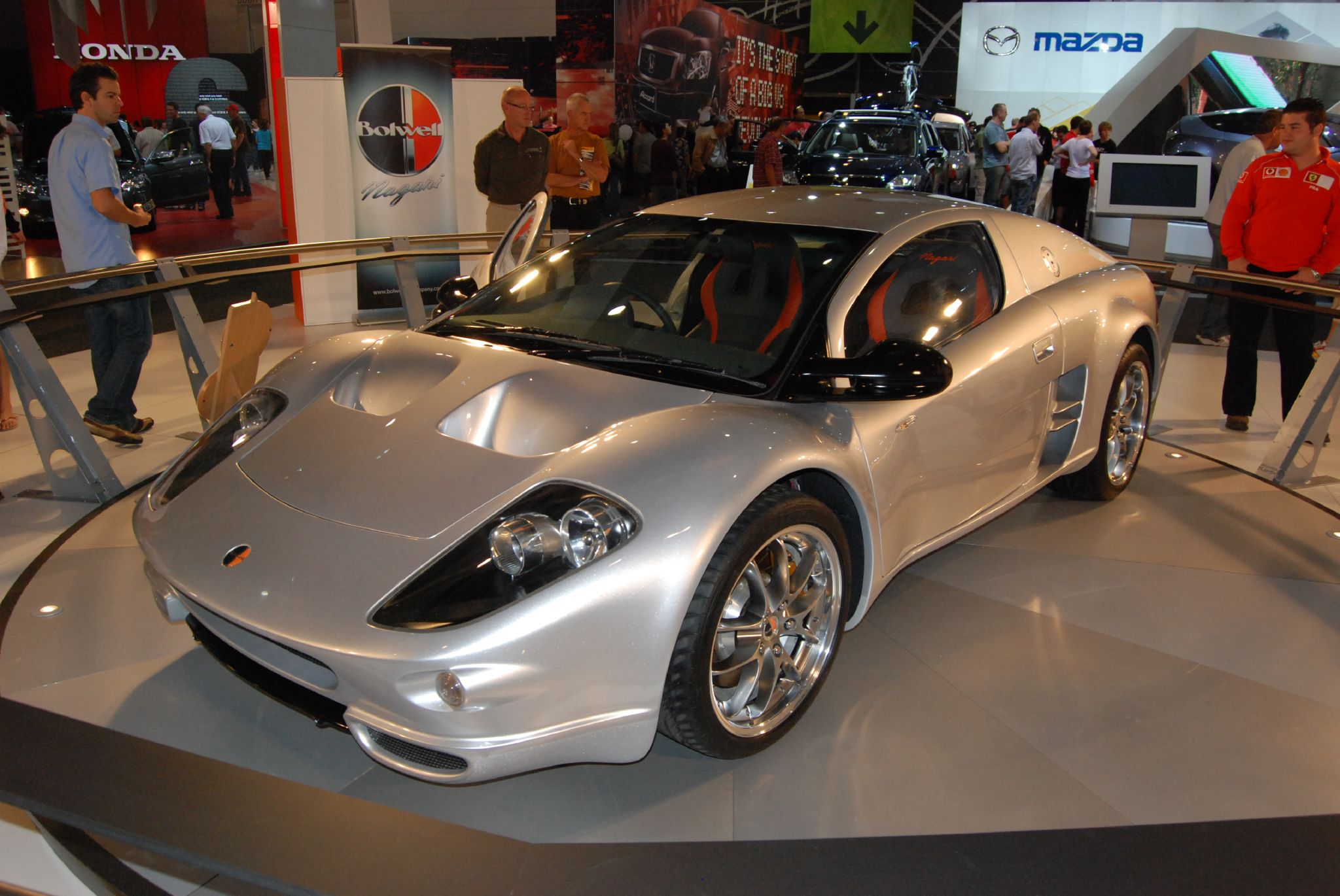
Bolwell Mk X Nagari (Австралія)

### Австралія
- Alpha Sports
- Bolwell
- Elfin
- Joss
- Minetti Sports Cars

## Азія

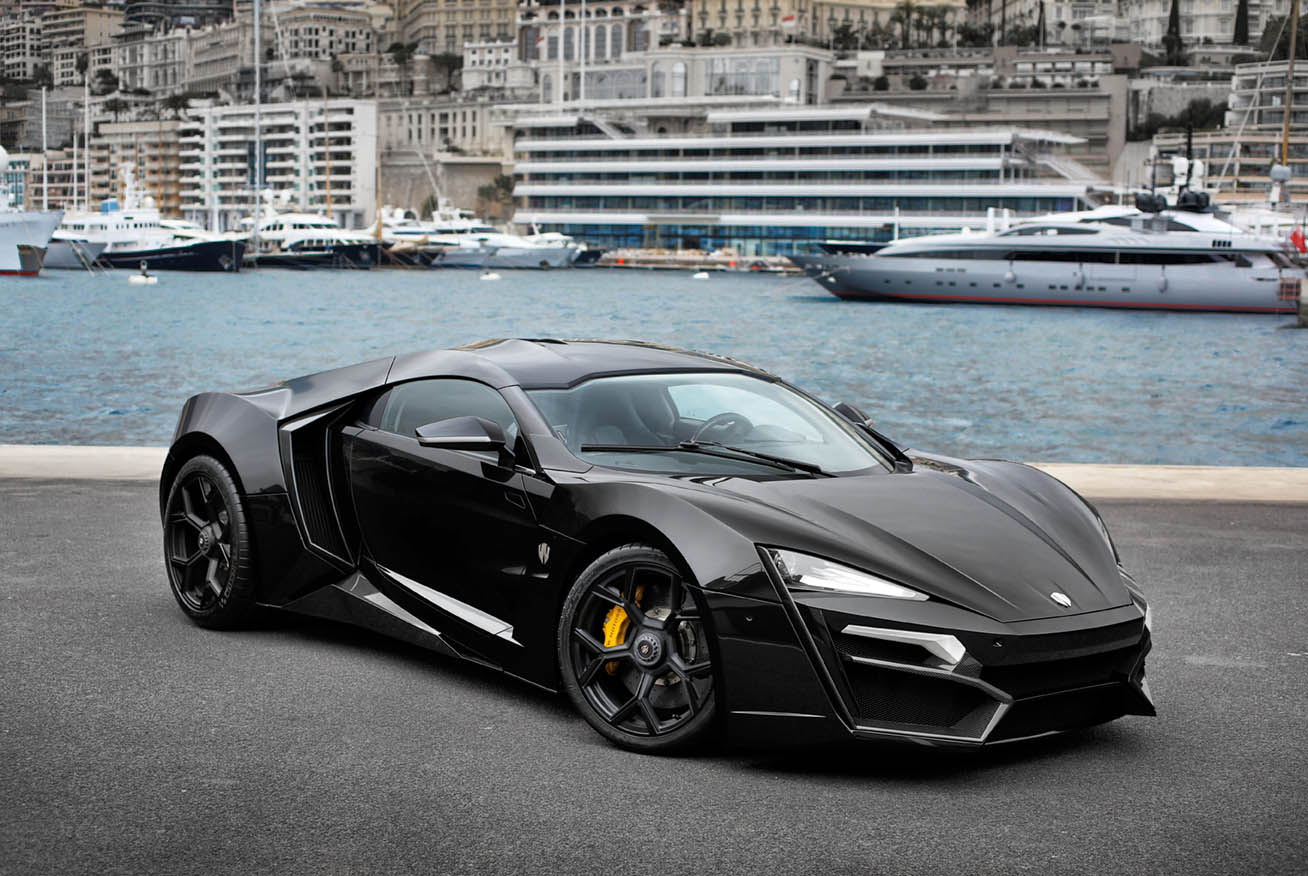
Lykan HyperSport (ОАЕ)

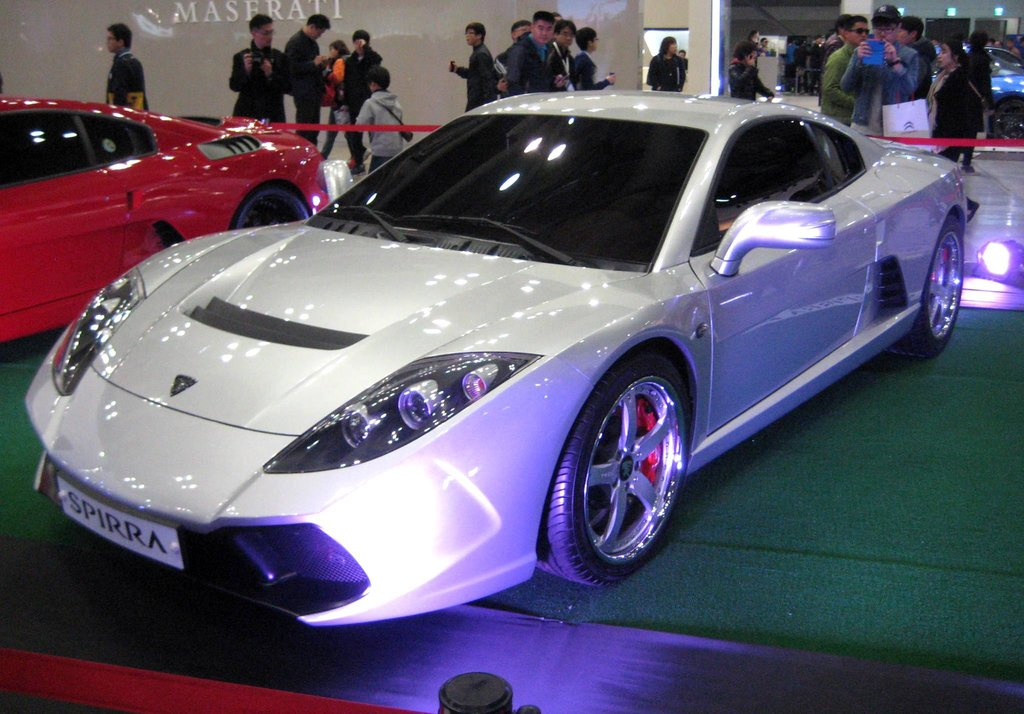
Oullim Spirra (Південна Корея)

### Індія
- DC Design

### ОАЕ
- W Motors
- Zarooq Motors
- Lykan Hypersport

### Південна Корея
- Oullim Spirra